# Bisolita
Bisolita is een geslacht van vlinders van de familie tandvlinders (Notodontidae), uit de onderfamilie Notodontinae.

## Soorten
- B. brunneifascia (Hampson, 1910)
- B. interna (Kiriakoff, 1961)
- B. minuta (Holland, 1893)
- B. pembertoni (Rothschild, 1910)
- B. rubrifascia (Hampson, 1910)
- B. strigata (Aurivillius, 1906)